# Mathilde Merz
Mathilde Merz (* 10. Juli 1899 in Brugg; † 15. November 1987 in Suhr) war eine Schweizer reformierte Pfarrerin, die erste im Kanton Aargau. Sie gehörte der Vereinigung antimilitaristischer Pfarrer (Kirchlicher Friedensbund Schweiz) an, die unter anderem von Karl von Greyerz mitbegründet wurde. Ausserdem setzte sie sich für das Frauenstimmrecht ein.

## Leben
Mathilde Merz wuchs als Kind des Turnlehrers Arnold Merz und seiner Ehefrau Elise Obrist gemeinsam mit zwei älteren Geschwistern in Lenzburg und Bern auf. Nach dem Besuch der Berner Mädchensekundarschule und des Literargymnasiums wollte sie eigentlich Medizin studieren, was ihr aber nicht erlaubt war. Von 1920 bis 1924 studierte sie deshalb an der evangelisch-theologischen Fakultät der Universität Bern, wie das auch schon ihr Bruder getan hatte. Während ihres letzten Studienjahres machte sie ihr Lernvikariat bei Pfarrer Karl von Greyerz, einem ihrer Mentoren. Als erste Frau an der Universität Bern schloss sie ein volles Theologiestudium ab. Die damalige Kirchenordnung liess aber Frauen nicht zum Pfarramt zu, weshalb sie nicht ordiniert wurde. In der Folge fand sie daher keine Anstellung.
Für einige Monate ging Mathilde Merz deshalb nach Deutschland und wurde Teil der Sozialen Arbeitsgemeinschaft Berlin-Ost unter der Leitung des Theologen und Sozialethikers Friedrich Siegmund-Schultze. Das Projekt war im Bereich der Nachbarschaftshilfe- und Siedlungspolitik in einem der ärmsten Quartiere Berlins tätig. Durch diese Erfahrung bereichert, kehrte sie in die Schweiz zurück und trat eine Stelle als kirchliche Gemeindehelferin in Bern an, die sie bis 1931 innehatte. Zu ihren Aufgaben gehörten Jugend- und Frauenarbeit, Seelsorge und weitere Formen der sozialen Arbeit. Predigten zu halten, war ihr als Frau jedoch nicht erlaubt.
Dies änderte sich 1931, als sie mit der Unterstützung des Pfarrers Hans Hänny erste Theologin im Aargauer Kirchendienst wurde – trotz Opposition des kantonalen Kirchenrates. Bis auf die Austeilung des Abendmahles und der Abnahme des Konfirmationsgelübdes konnte sie alle Funktionen eines vollwertigen Pfarrers wahrnehmen. 28 Jahre lang arbeitete sie so in Lenzburg-Hendschiken. 1955 schliesslich wurde sie durch die Berner Kirche konsekriert, nachdem diese eine neue Kirchenordnung erhalten hatte, welche dies nun auch Frauen zusprach.